# One Week Friends
One Week Friends (一週間フレンズ。?, Isshūkan furenzu., lett. "Amici per una settimana.") è un manga scritto e disegnato da Matcha Hazuki. Serializzato sul Gangan Joker di Square Enix dal 21 gennaio 2012 al 22 gennaio 2015, in Italia è edito da Panini Comics. Un adattamento anime, prodotto da Brain's Base, è stato trasmesso in Giappone tra il 6 aprile e il 22 giugno 2014. Nel 2017 è stato realizzato un film tratto dal manga intitolato Isshūkan furenzu.

## Trama

Kaori e Yūki sulla terrazza della scuola

Il liceale Yūki Hase nota che la sua compagna di classe Kaori Fujimiya è una ragazza solitaria e che apparentemente non ha amici. Dopo essersi avvicinato a lei, Yūki viene a sapere da Kaori che tutti i ricordi dei suoi amici spariscono ogni lunedì. Pur essendo venuto a conoscenza della verità, Yūki decide di farsi forza e provare a fare amicizia con lei ogni settimana.

## Media

### Manga
Il manga, scritto e disegnato da Matcha Hazuki, è stato pubblicato originariamente come one-shot sul numero di settembre 2011 del Gangan Joker di Square Enix. Successivamente è stato serializzato sempre sulla stessa rivista dal 21 gennaio 2012 al 22 gennaio 2015. I capitoli sono stati raccolti in sette volumi tankōbon, pubblicati tra il 22 giugno 2012 e il 22 aprile 2015. In Italia la serie è stata annunciata al Lucca Comics & Games 2015 da Panini Comics per Planet Manga e pubblicata dal 21 aprile 2016. 
Edizione statunitense
America del Nord, i diritti sono stati acquistati da Yen Press.

### Anime
Un adattamento anime, prodotto da Brain's Base e diretto da Tarō Iwasaki, è andato in onda dal 6 aprile al 22 giugno 2014. Le sigle di apertura e chiusura sono rispettivamente Niji no kakera (虹のかけら? lett. "Frammenti di arcobaleno"), scritta e composta da Ai Kawashima e cantata da Natsumi Kon, e Kanade (奏（かなで）? lett. "Sinfonia") di Sora Amamiya, cover del singolo del 2004 dei Sukima Switch. In America del Nord i diritti sono stati acquistati da Sentai Filmworks.

#### Episodi
| Nº | Titolo italiano (traduzione letterale) Giapponese 「Kanji」 - Rōmaji                                             | In onda        | In onda |
| Nº | Titolo italiano (traduzione letterale) Giapponese 「Kanji」 - Rōmaji                                             | Giapponese     |         |
| 1  | L'inizio di un'amicizia. 「友達のはじまり。」 - Tomodachi no hajimari.                                           | 6 aprile 2014  |         |
| 2  | Come passare il tempo con gli amici. 「友達との過ごし方。」 - Tomodachi to no sugoshikata.                       | 13 aprile 2014 |         |
| 3  | Amici di amici. 「友達の友達。」 - Tomodachi no tomodachi.                                                       | 20 aprile 2014 |         |
| 4  | Litigio tra amici. 「友達とのけんか。」 - Tomodachi to no kenka.                                                 | 27 aprile 2014 |         |
| 5  | Nuovi amici. 「新しい友達。」 - Atarashii tomodachi.                                                             | 4 maggio 2014  |         |
| 6  | Madri di amici. 「友達の母親。」 - Tomodachi no hahaoya.                                                         | 11 maggio 2014 |         |
| 7  | Amici di "ah". 「「ほっ」の友達。」 - Ho' no tomodachi.Amici di "whew". 「「ふぅ」の友達。」 - Fu' no tomodachi. | 18 maggio 2014 |         |
| 8  | In spiaggia con gli amici. 「友達と海。」 - Tomodachi to umi.                                                    | 25 maggio 2014 |         |
| 9  | Ultimo giorno con gli amici. 「友達との最終日。」 - Tomodachi to no saishū-bi.                                   | 1º giugno 2014 |         |
| 10 | Amici e amici. 「友達とトモダチ。」 - Tomodachi to tomodachi.                                                    | 8 giugno 2014  |         |
| 11 | Amici importanti. 「大切なトモダチ。」 - Taisetsuna tomodachi.                                                   | 15 giugno 2014 |         |
| 12 | Mi piacerebbe che diventassimo amici. 「友達になってください。」 - Tomodachi ni natte kudasai.                   | 22 giugno 2014 |         |